# Ningaui ridei
Ningaui ridei é uma espécie de marsupial da família Dasyuridae. Endêmica da Austrália.
- Nome Popular: Ningaui-de-Wongai
- Nome Científico: Ningaui ridei (Archer, 1975)

## Características
O Ningaui Wongai mede 6,4 cm de comprimento e a cauda de 6 cm e pesa 9,75 gramas. Ainda menor do que um rato de casa, o Ningaui Wongai é acinzentado em cima e mais claro em baixo. Tem uma cauda semi-preênsil, dentes agulhas afiados e um focinho longo. O nome deriva de uma palavra aborígene para minúsculos seres mitológicos que são peludos, têm os pés curtos e só saem à noite.
O Ningaui Wongai e o Ningaui de Pilbara (Ningaui timealeyi) foram as duas espécies de Ningaui descrito pelo biólogo australiano Mike Archer quando o gênero foi erguido em 1975 (o Ningaui do Sul, Ningaui yvonnae, só foi descrito em 1983), embora o Ningaui de Pilbara foi designado como espécie-tipo. O Ningaui wongai foi descrito a partir de dois espécimes quase adultos recolhidos perto de Laverton na Austrália Ocidental. O nome científico da espécie é em honra ao naturalista W. D. L. Ride;

## Hábitos alimentares
Os Ningauis usam os dentes afiados para matar suas presas rapidamente mordendo-as ao redor da cabeça. Caçam de noite e descansam de dia.

## Características de reprodução
As fêmeas têm muitos filhotes, a época de reprodução é a partir de outubro;

## Habitat
É encontrado no interior da Austrália, em planícies e desertos de areia, matagais xéricos e pastagens.

## Distribuição Geográfica
Território do Norte, Queensland, Austrália Meridional, Austrália Ocidental;